# François Schwab
François Schwab   (Estrasburg, 18 d'abril de 1829 - Estrasburg, 9 de maig de 1882), nom complet François Marie Louis Schwab, fou un crític musical i compositor francès.
Va ser director d'una revista musical d'aquella ciutat alsaciana, així com de la Societat de Música, i entre les seves composicions mereixen menció especial una missa que fou executada a Estrasburg, París i Madrid. També va compondre tres òperes còmiques, nombroses cantates i altres obres com:
- Gambrinus (1872)
- Tantum ergo. per a cor mixt (3 o 4 veus), orgue. en Ré major (1866)
- Les voix de la lyre (1863)
- O salutaris. Veu, clavecí. Do major (1860)
- Agnus Dei. Veu, piano
- Benedictus
- Cantabile de concert.